# Ragged Glory
Ragged Glory är ett album av Neil Young & Crazy Horse, utgivet 1990. Det spelades in i en lada på Youngs ranch i norra Kalifornien.
Albumet nådde som bäst 31:a plats på Billboardlistan.

## Låtlista
Samtliga låtar skrivna av Neil Young, om inte annat anges.
1. "Country Home" - 7:08
2. "White Line" - 2:59
3. "Fuckin' Up" - 5:56
4. "Over and Over" - 8:30
5. "Love to Burn" - 10:02
6. "Farmer John" (Don Harris, Dewey Terry) - 4:16
7. "Mansion on the Hill" - 4:50
8. "Days That Used to Be" - 3:44
9. "Love and Only Love" - 10:20
10. "Mother Earth (Natural Anthem)" - 5:11

## Medverkande
- Neil Young - gitarr, sång
- Crazy Horse
  - Frank Sampedro - gitarr, sång
  - Billy Talbot - bas, sång
  - Ralph Molina - trummor, sång